# Košljun (wieś)
Košljun – wieś w Chorwacji, w żupanii zadarskiej, w mieście Pag. W 2011 roku liczyła 47 mieszkańców.